# AES-91

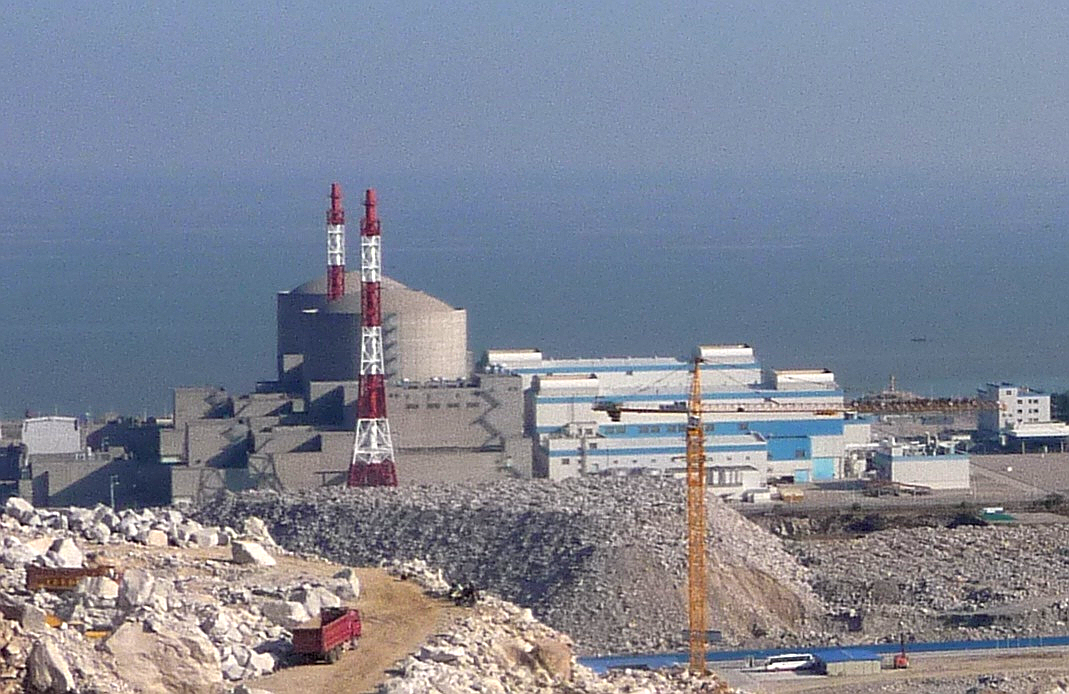
Jaderná elektrárna Tchienwan s reaktory VVER-1000/428 AES-91

AES-91 (rusky АЭС-91)  je vývojová etapa ruských tlakovodních reaktorů z řady VVER. Požadavky této vývojové etapy splňují všechny vývojové typy reaktorů VVER vyvinuté po roce 1989 v SSSR a poté v Rusku.

## Popis

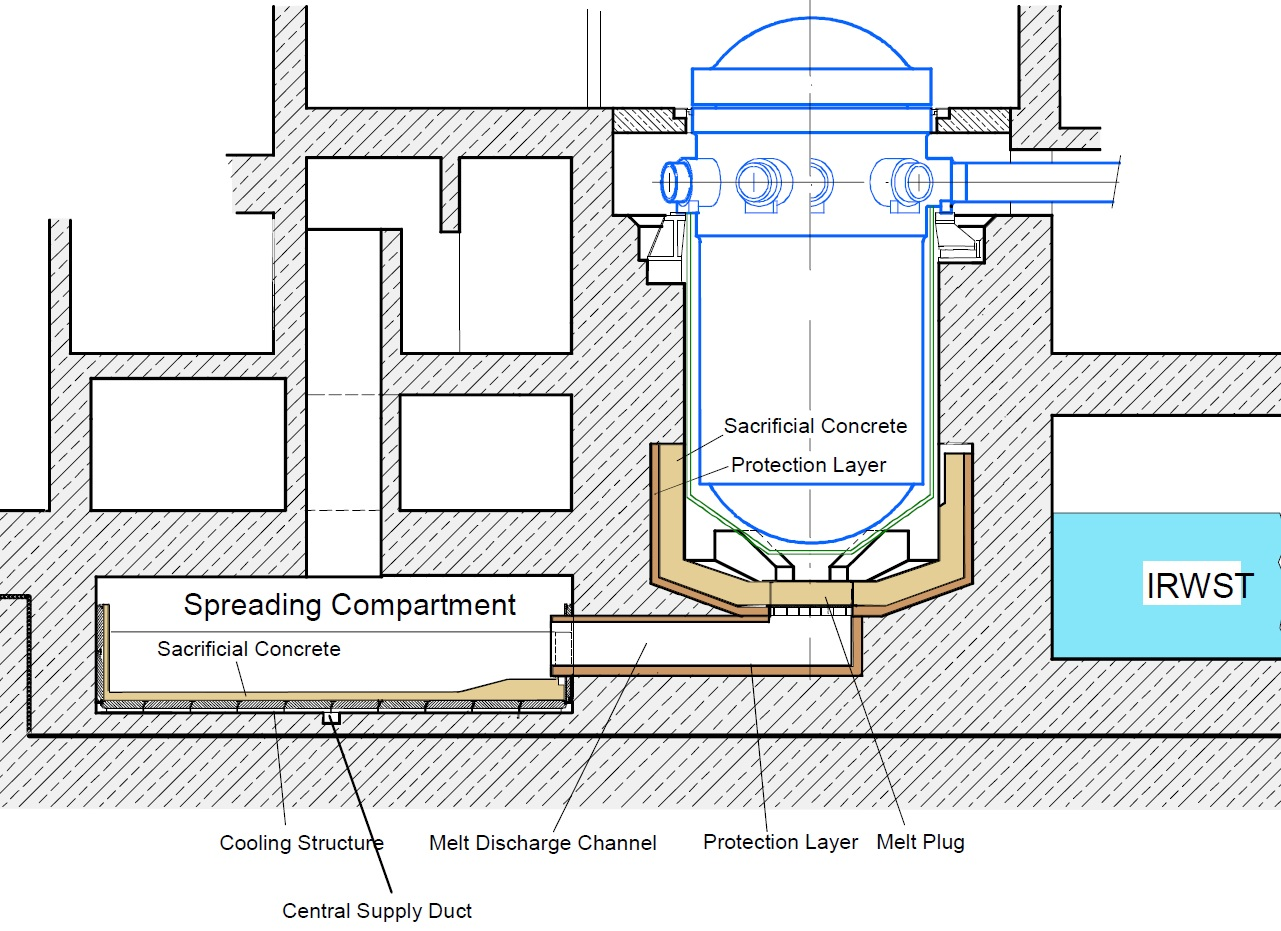
Lapač jádra

Již v roce 1989 začal Sovětský svaz ve spolupráci s Finskem projektovat nový vývojový typ VVER-1000, který by splňoval finské bezpečnostní předpisy. To nakonec vedlo k vytvoření AES-91, jakožto nástupce AES-88. 
AES-91 se etapa jmenuje, protože v roce 1991 měly být technické návrhy dokončeny. Reaktory splňující AES-91 byly ve své době označovány za nejpokročilější na světě. Tlaková nádoba má mít životnost minimálně 60 let.
AES-91 vychází z vývojového typu VVER-1000/320.

### AES-91/99
Po zkušenostech s AES-91 byl v roce 1999 vyvinut AES-91/99 pro čínskou jadernou elektráru Tchienwan. Instalován byl pasivní systém odvodu tepla a elektrárna je schopna 72 hodin pracovat bez přísunu externího napájení elektřinou. Kromě toho taky AES-91/99 zahrnuje lapač jádra (jako první typ na světě), jinak jsou téměř shodné.